# LZ 1

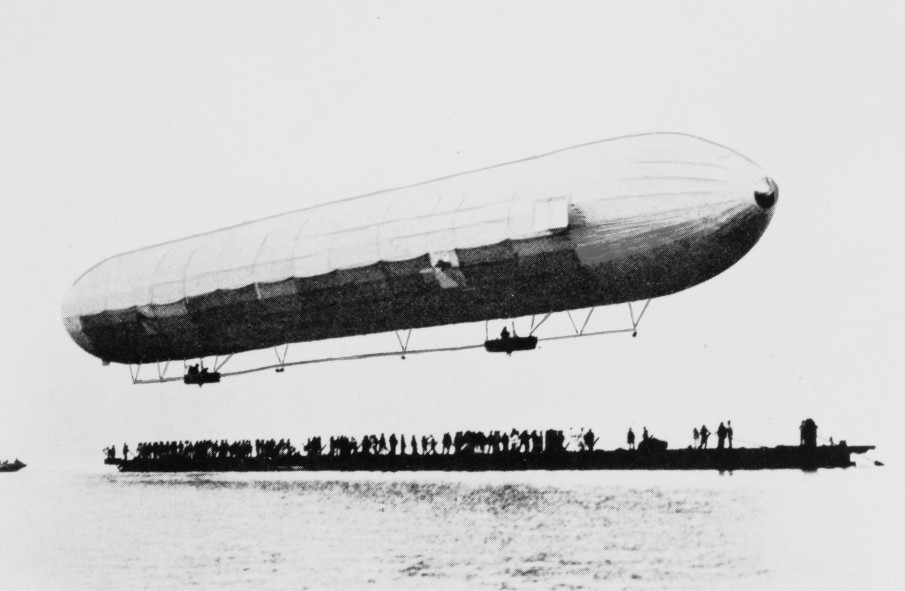
LZ 1 bei seiner Jungfernfahrt über dem Bodensee am 2. Juli 1900

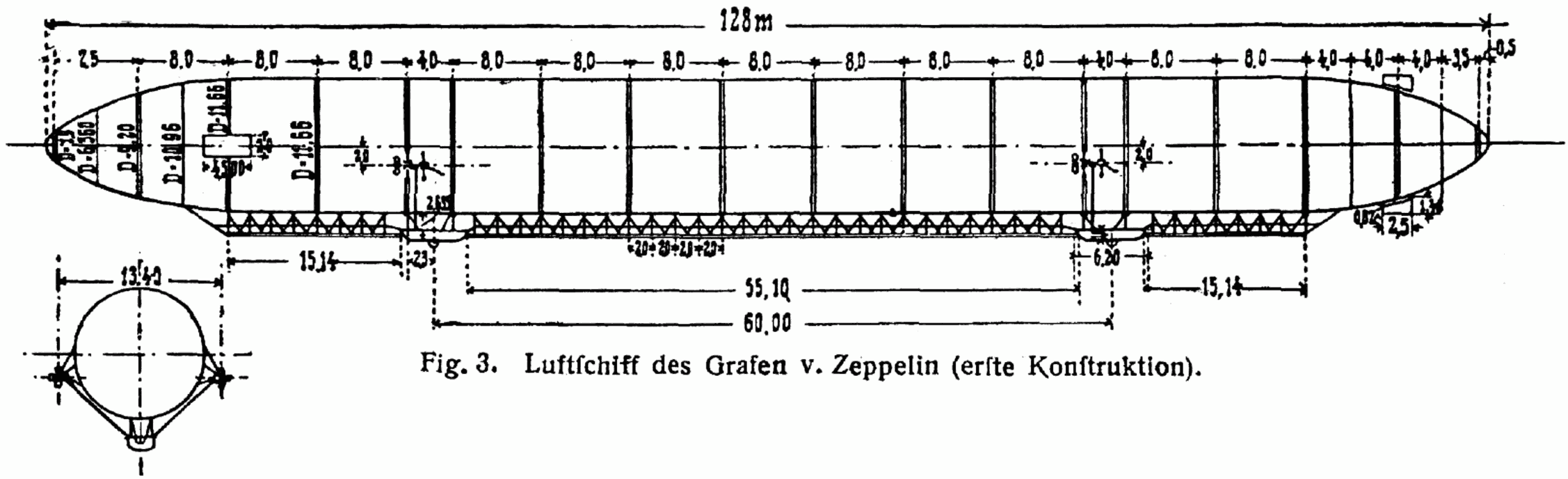
Skizze von LZ 1

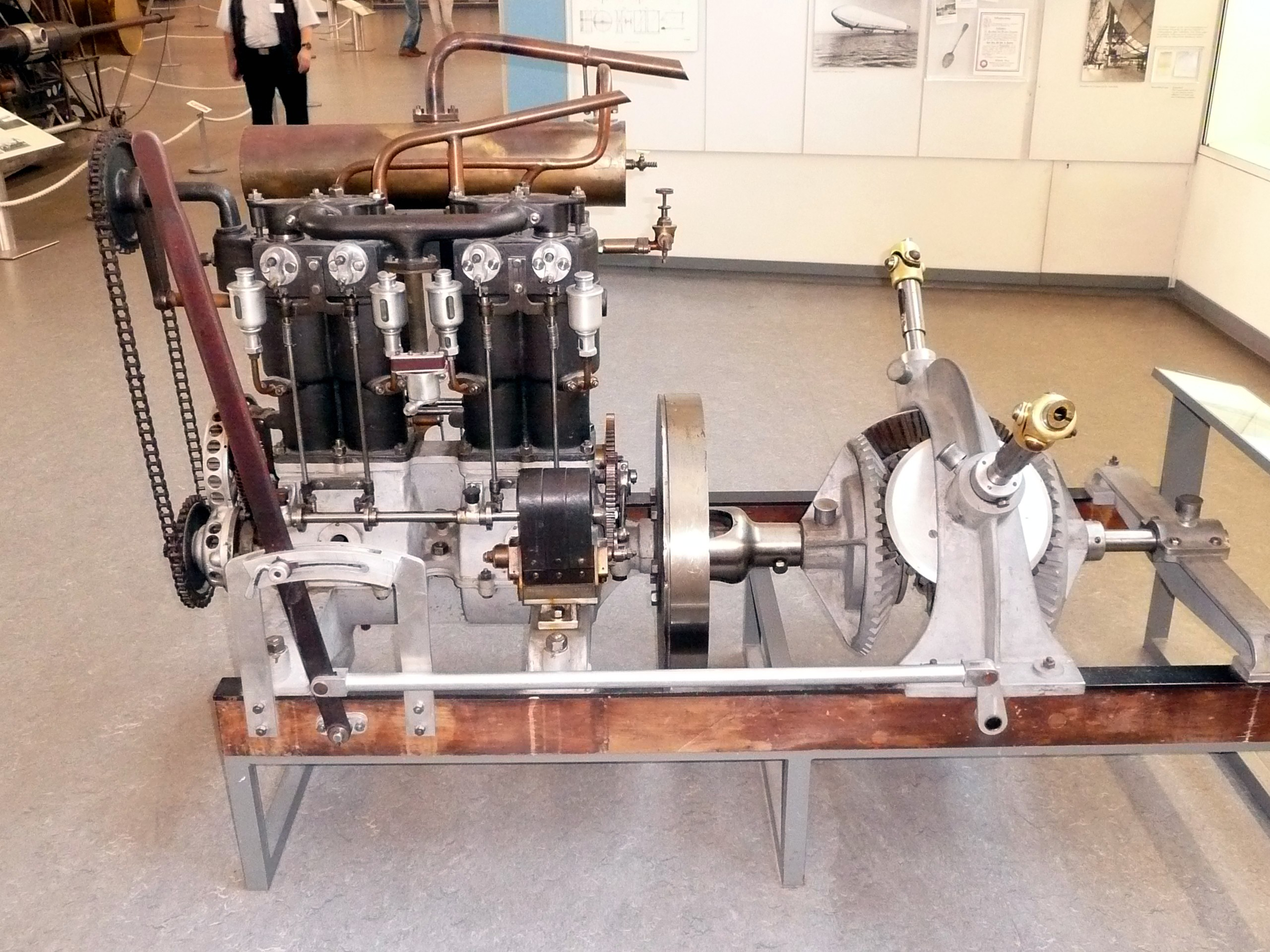
Zeppelinmotor NL 1 von 1899 mit 16 PS der Daimler Motoren-Gesellschaft in Cannstatt. Der Motor wurde speziell für LZ 1 entwickelt. Über ein Kegelgetriebe wurden zwei Luftschrauben gleichzeitig angetrieben.

Der Zeppelin LZ 1 (LZ für „Luftschiff Zeppelin“) war das erste Luftschiff von Graf Zeppelin.

## Geschichte
LZ 1 wurde 1899 in einer schwimmenden Halle auf dem Bodensee in der Bucht von Manzell gebaut, finanziert von der 1898 vom Grafen Zeppelin gegründeten „Gesellschaft zur Förderung der Luftschiffahrt“. Das Luftschiff war ein Starrluftschiff aus einem mit Leinwand bespannten Gerippe. Die Leinwand wurde mit Zelluloselack haltbar und wetterfest gemacht. Die beiden Daimler-Motoren trieben paarweise vier Propeller an. Eine Führergondel vorn und eine Passagiergondel hinten waren verbunden durch einen offenen Laufgang, unter dem zur Trimmung des Luftfahrzeuges an einer Schiene ein 130 kg schweres Bleigewicht beweglich angebracht war.
Am 2. Juli 1900 war der erste Start. Gegen 18 Uhr wurde LZ 1 auf dem Floß, auf dem das Luftschiff ruhte, aus der Montagehalle bugsiert. Etwa 12.000 Zuschauer verfolgten am Seeufer und auf Booten und kleinen Dampfern das Geschehen. Technischer Leiter des Erstfluges war der Ingenieur Fritz Burr.
Um 20:03 erhob sich das Luftschiff unter dem Jubel der Menge. Durch den Bruch einer Kurbel an der Winde für die Bewegung des Bleigewichtes versagte die Trimmung und LZ 1 musste nach 18 Minuten Fahrt bei Immenstaad notwassern, wobei sich das Luftschiff an einem Fischernetzpfahl ein Leck holte. Der werkseigene Schleppdampfer zog LZ 1 in der Nacht wieder zur Halle zurück.
Während der Reparaturarbeiten, bei denen das Laufgewicht ins Innere des Schiffes verlegt wurde, kam ein starker Sturm auf, der die Halle so stark schüttelte, dass mehrere Tragringe des Schiffsrumpfes brachen. Nach Beendigung aller Reparaturen wurde LZ 1 am 17. Oktober 1900 vom Schleppdampfer wieder aus der Halle gezogen und stieg zu seiner zweiten Fahrt auf. Nach 80 Minuten versagten die Motoren, weil versehentlich ein Benzintank mit Wasser gefüllt worden war. Das Luftschiff musste wieder notwassern und wurde vom Schlepper zur Halle zurückgezogen.
Am 20. Oktober startete LZ 1 erneut, konnte aber nach 23 Minuten Fahrt mit seinen Motoren den plötzlich aufgekommenen starken Winden nicht widerstehen und musste landen. Bei dieser Fahrt hatte der Zeppelin eine Geschwindigkeit von 9 m/s erreicht und damit das französische Luftschiff La France um 3 m/s übertroffen.
Bei den Versuchen kam es durch die Undichtigkeit der Zellen noch zu einem hohen Verbrauch des teuren Traggases Wasserstoff. Ziel war der Verkauf von Zeppelin-Luftschiffen für kommerzielle und/oder militärische Zwecke. Dafür erhob sich LZ 1 am 24. Oktober 1900 erneut vom Bodensee vor prominentem Publikum wie dem König von Württemberg und dessen Gutachtern. Das Luftschiff erreichte eine Geschwindigkeit von 8 m/s, aber das Gutachten des Inspekteurs der Verkehrstruppen fiel ungünstig aus: „LZ 1 ist nur als wertvolles Versuchsstück anzusehen und ist militärisch zur Zeit nicht verwendbar.“

## Ende von LZ 1
Da weder ein Luftschiff verkauft, noch neue Investoren gefunden werden konnten und die Aktionäre der Gesellschaft zur Förderung der Luftschiffahrt die weitere Finanzierung verweigerten, wurde die Auflösung der Gesellschaft beschlossen. Graf Zeppelin musste die meisten seiner Mitarbeiter entlassen, für die Rückzahlung der Gelder der Zeichner des Garantiefonds die Luftschiffhalle demontieren, LZ 1 abwracken und alles als Altmaterial verkaufen. Die Begeisterung in der Bevölkerung trug aber entscheidend dazu bei, dass der Graf die Technik der Luftschiffe und ihres Betriebs weiterentwickeln konnte.

## Technische Daten
- Traggasvolumen: 11.300 m³ Wasserstoff
- Länge: 128 m
- Durchmesser: 11,65 m
- Nutzlast: 300 kg
- Antrieb: zwei vierzylindrige Daimler-Motoren mit je 14,2 PS (10 kW)
- Geschwindigkeit: 9 m/s (32,4 km/h)